# Andreas Mehltretter

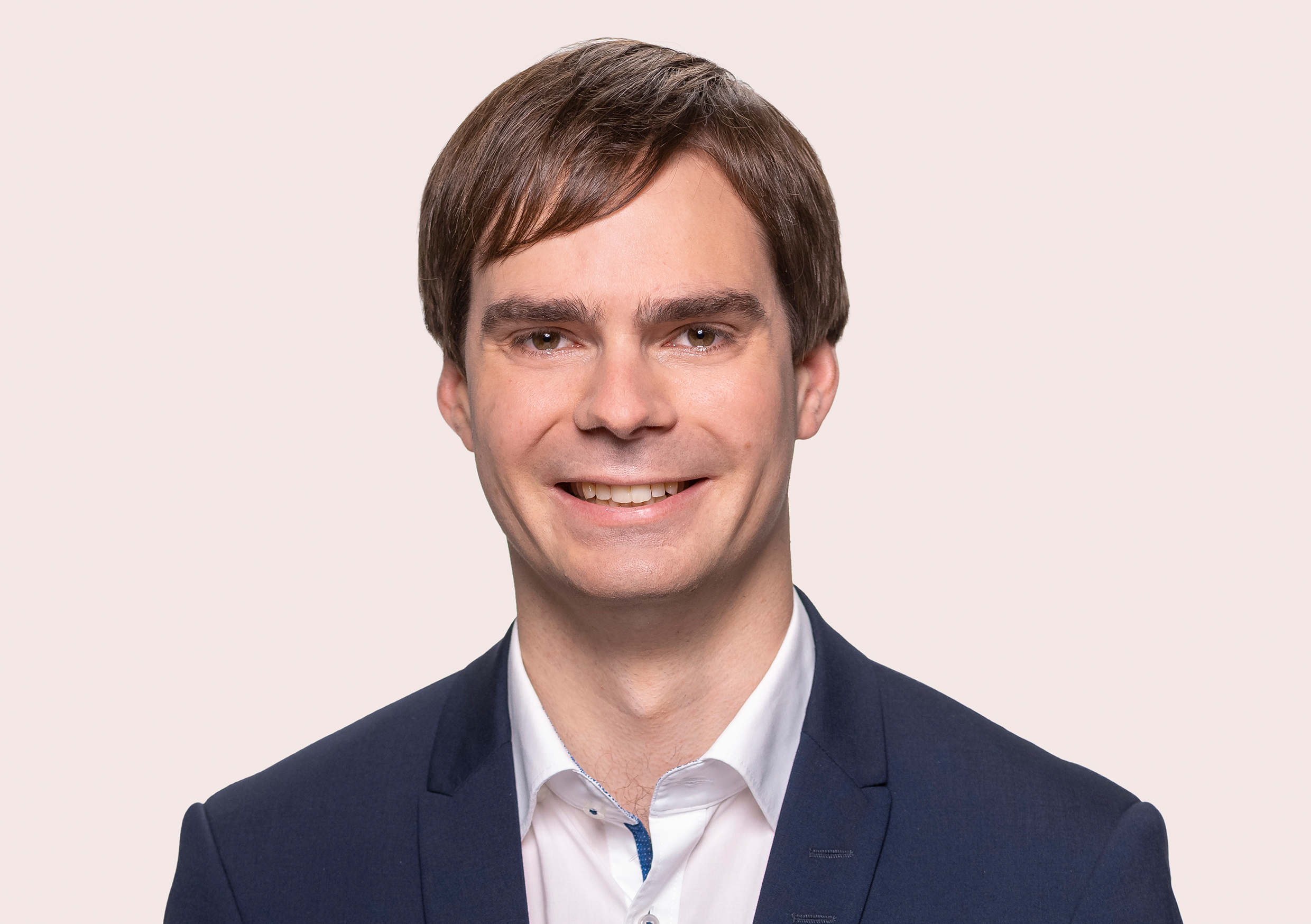
Andreas Mehltretter (2021)

Andreas Mehltretter (* 10. Dezember 1991 in Moosburg an der Isar) ist ein deutscher Politiker (SPD). Er war von 2021 bis 2025 Mitglied des Deutschen Bundestages.

## Leben
Mehltretter absolvierte 2011 das Abitur am Dom-Gymnasium Freising. Anschließend studierte er Volkswirtschaftslehre an der Ludwig-Maximilians-Universität München und an der University of Wisconsin in Madison. Das Masterstudium schloss er 2017 ab. Seit 2017 arbeitet er am Geschwister-Scholl-Institut der LMU. Seine Promotion zum Zusammenhang von Waffenhandel und innerstaatlichen Konflikten schloss er 2024 ab.

## Politik
Im Jahr 2012 trat Mehltretter der SPD bei und ist Vorsitzender des SPD-Unterbezirks Freising. Bei den Kommunalwahlen in Bayern 2020 wurde er in den Stadtrat Freising gewählt. Bis zu seinem Ausscheiden aus dem Stadtrat am 31. August 2022 war er Referent für Wirtschaft und Digitalisierung der Stadt Freising. Vor seiner Wahl in den Stadtrat engagierte er sich in der Agenda21-Gruppe Bauen, Wohnen und Verkehr, deren Sprecher er war. Bei den Bundestagswahlen 2017 und 2021 kandidierte er als Direktkandidat der SPD im Bundestagswahlkreis Freising, wobei ihm 2021 der Einzug durch die Landesliste gelang. Im Bundestag war er ordentliches Mitglied im Ausschuss für Klimaschutz und Energie und stellvertretendes Mitglied im Wirtschaftsausschuss sowie im Finanzausschuss.
Zur Bundestagswahl 2025 trat Mehltretter erneut im Bundestagswahlkreis Freising sowie auf Listenplatz 17 der Landesliste der BayernSPD an. Er verpasste den Wiedereinzug, da die SPD nur 14 Listenmandate in Bayern erreichte.